# Нормани (певачица)
Нормани Кордеј Хамилтон (енгл. Normani Kordei Hamilton; Атланта, 31. мај 1996) америчка је певачица и плесачица. Самостално је певала на аудицији за америчку телевизијску емисију Икс фактор 2012. године, након чега је постала члан девојачког бенда Фифт хармони. Док је још била у бенду, Нормани је учествовала у 24. сезони такмичарске емисије Плес са звездама (2017) и објавила песму Love Lies (2018), дует са Калидом. Love Lies је дебитовао на четрдесет трећем месту у Сједињеним Америчким Државама, што је највећи резлултат за дебитантски сингл чланице девојачког бенда, на америчкој рекордној листи. Сингл је достигао на „топ тен листу” у Сједињеним Америчким Државама и награђен је четвороструком платином од Америчког удружења дискографских кућа.
Након распуштања бенда Фифт хармони, Нормани је сарађивала са неколико извођача и објавила ЕП од две песме, Normani x Calvin Harris (2018), са Калвином Харисон. У новембру 2018, објавила је сингл Waves са певачем 6lack. Њн дует са певачем Семом Смитом, Dancing With A Stranger (2019), достигао је на „топ тен листу” у Уједињеном Краљевству и Сједињеним Америчким Државама. Норманин први сингл без гостујућег извођача, Motivation, објављен је у августу 2019. године и достигао је на тридесет треће место на рекордној листи у САД-у.